# Alpin Express
L'Alpin Express est un téléphérique débrayable de type 3S reliant Saas-Fee et le Felskinn en passant par la station intermédiaire de Morenia (anciennement Maste 4). Le téléphérique dessert le domaine skiable de Saas-Fee, et assure l'accès au Métro alpin en direction de Mittelallalin. L'appareil a été construit par Von Roll et mis en service en 1991, pour la première section, et 1994 pour la seconde.

## Le premier téléphérique 3S
L'Alpin Express constitue une innovation technologique dans le domaine du transport par câble : c'est le premier téléphérique 3S à avoir été mis en service. Un 3S (S pour seil, câble en allemand) est un téléphérique disposant d'une configuration bicâble à deux câbles porteurs parallèles et un câble tracteur, et équipé d'une multitude de cabines circulant de façon unidirectionnelles, réparties sur la ligne et débrayées en gares comme sur une classique télécabine. Cette solution autorise des cabines de plus grande capacité que sur une télécabine (généralement entre 28 et 35 personnes), et permet un débit important et en continu, une hauteur de survol non limitée, la réalisation de longues portées avec un nombre de pylônes réduit, l'emploi de cavaliers pour soutenir le câble tracteur et la stabilité transversale au vent grâce aux deux câbles porteurs espacés. Mise au point par Von Roll pour cet appareil, la technologie 3S est aujourd'hui reprise par Doppelmayr, Leitner et Poma[réf. souhaitée].

## Caractéristiques
L'Alpin Express évolue en deux tronçons depuis la station de Saas-Fee, à 1 782 mètres d'altitude, jusqu'au Felskinn à 2 980 mètres. Le premier tronçon à une longueur de 2 904 mètres pour 808 mètres de dénivelée et la ligne y est soutenue par quatre pylônes en treillis, dont un de 50 mètres de hauteur. Le second tronçon dispose quant à lui d'une longueur de 1 419 mètres pour 390 mètres de dénivelée et la ligne y est soutenue par trois pylônes en treillis, dont un de 64 mètres de hauteur.
Du fait que le câble tracteur ne reçoit pas le poids cabines, la consommation électrique en régime continu de l'appareil reste contenue (par exemple au regard de celle d'un funitel) : 710 kW sur le premier tronçon et 500 kW sur le second.

## Le Felskinn
L'Alpin Express aboutit au Felskinn, culminant à 2 984 mètres. De là, il est possible d'emprunter le funiculaire souterrain Métro alpin qui poursuit l'ascension jusqu'à Mittelallalin à 3 456 mètres d'altitude.
Depuis le Felskinn plusieurs pistes de ski alpin du domaine skiable de la station de Saas-Fee sont directement accessibles. Parmi les plus notables figure la piste no 15a, dénommée Felsental ou « vallée de falaises », d'une longueur de 850 mètres pour un dénivelé de 300 mètres évoluant directement sur le glacier du Feegletscher.